# Stephen Thayer Olney
Stephen Thayer Olney (1812 - 1878 ) fue un empresario, botánico, y algólogo estadounidense.
Se inició trabajando en la Casa Empresarial de Isaac Cooke & Co., en Augusta, Georgia. Luego retorna a Providence, y está con la firma de lana Wauskuck Co. El negocio lo hace a Olney rico, y pone algo de esas riquezas al servicio de sus intereses botánicos. Publica un catálogo de la flora de Rhode Island en conexión con la "Sociedad de Providence Franklin", en 1845, con agregados en 1846 y en 1847. Efectúa recolecciones de algas de 1846 a 1848 que servirán para su obra de una lista de algas de Rhode Island, publicada en 1871. Se especializa en el estudio de Carex y se hace un experto en el área. Sus publicaciones sobre Carex incluye la "Sección Carex" de la Botánica de Sereno Watson, de 1871 en el Reporte de la Exploración Geológica al Paralelo 40° , de Clarence King. Constituye una Biblioteca Botánica, un herbario, y lleva a cabo una enorme correspondencia con otros botánicos y algólogos.
Tras su deceso, dejó su herbario, biblioteca y correspondencia a la Brown University, y dio sumas sustanciales para los estudios botánicos en Brown.

## Algunas publicaciones
- 1871a. Algae Rhodiaceae: A list of Rhode Island algae, collected and prepared by Stephen T. Olney, in the years 1846-1848, now distributed from his own herbarium. Ed. Hammond, Angell. 13 pp.
- 1871b. Algæ rhodiaceæ: A list of Rhode Island Algae. 13 pp.
- 1871c. Carices boreali-americanae en coll. variorum. 13 pp.

## Libros
- 1846. Rhode Island plants,: Or, Additions and emendations to the catalogue of plants published by the Providence Franklin Society in March, 1845. Ed. Proc. Providence Franklin Society. 24 pp.
- 1847. Rhode Island plants,: 1846, or, Additions to the published lists of the Providence Franklin Society. Ed. Proc. Providence Franklin Society. 42 pp.

## Honores
En su honor se nombra al género:
- (Fabaceae) Olneya A.Gray 1855

- La abreviatura «Olney» se emplea para indicar a Stephen Thayer Olney como autoridad en la descripción y clasificación científica de los vegetales.[1]

## Fuente
- Humphrey, HB. 1961. Makers of North American Botany. Chronica Botanica 21: 192-193